# Pace/Che amore vuoi che sia
Pace/Che amore vuoi che sia è un 45 giri di Riccardo Fogli, pubblicato dall'etichetta discografica Paradiso nel 1979.
Entrambi i brani vengono inseriti nell'album Che ne sai, uscito nello stesso anno.
Pace è scritta da Carla Vistarini per il testo e da Luigi Lopez e Giovanni Ullu per la musica. Arrangiamento di Danilo Vaona.